# 阿爾馬諾湖國家俱樂部 (加利福尼亞州)
阿爾馬諾湖國家俱樂部（英語：Lake Almanor Country Club）是位於美國加利福尼亞州普盧默斯縣的一個人口普查指定地區。

## 地理
阿爾馬諾湖國家俱樂部的座標為40°14′53″N 121°08′51″W / 40.24806°N 121.14750°W，而該地最高點為海拔高度1372米（即4500英尺）。

## 人口
根據2010年美國人口普查的數據，阿爾馬諾湖國家俱樂部的面積為7.105平方千米，均為陸地。當地共有人口419人，而人口密度為每平方千米58人。